# Tadeusz Gorecki
Tadeusz Gorecki (auch Tadeusz von Gorecki; * 5. Juni 1825 in Dusinėnai, jetzt Rajongemeinde Vilnius; † 31. Januar 1868 in Paris) war ein polnischer Porträtmaler.

## Leben
Tadeusz Gorecki war der Sohn von Antonio (1787–1861) und Weronika, geb. Ejdziwitowicz. Sein Vater stammte aus einer angesehenen, aristokratischen Familie, war Offizier und Poet und hatte an den napoleonischen Kriegen teilgenommen. Ebenfalls kämpfte er beim Novemberaufstand 1830 mit, weshalb er nach dessen Niederschlagung ins Ausland fliehen und in der Emigration leben musste. Frau und Kinder blieben in der Nähe von Vilnius wohnen. Das Familienvermögen wurde von den russischen Behörden sequestriert. Der ältere Bruder Ludwik fiel später als Hauptmann im Krimkrieg.
Als Jugendlicher verbrachte Gorecki viel Zeit im Kunst- und Unterrichtsatelier des damals populären Malers und Bildhauers Wincenty Dmochowski (1807–1862) in Vilnius. Möglicherweise erhielt er auch Malunterricht bei seinem Cousin Walenty Wańkowicz. Später studierte er an der Akademie der Bildenden Künste in St. Petersburg unter Karl Pawlowitsch Brjullow, mit dem er auch später zusammenarbeitete. 1842 stellte er bei der jährlichen Ausstellung der Akademie zwei Arbeiten vor, darunter das Werk „Wnętrze świątyni ewangelickiej w Petersburgu“ (Das Innere der evangelischen Kirche in St. Petersburg), das Aufmerksamkeit erregte. Im Folgejahr erhielt er eine Silbermedaille 2. Klasse.
Im Jahr 1850 wurde sein Gemälde „Chrystus błogosławiący dzieci“ (Christus segnet die Kinder) mit einer Goldmedaille gewürdigt. Im selben Jahr erhielt er ein zweijähriges Stipendium. Ebenfalls im Jahr 1850 stellte Gorecki bei der Akademie Antrag auf Führung des Titels eines Porträtmalers. Zur Prüfung schuf er ein Bildnis des Akademiemitgliedes Peter Clodt von Jürgensburg.
Im September 1850 reiste der Künstler nach Warschau, Berlin, Paris und schließlich Madrid. Die dortige Gemäldesammlung im Museo del Prado begeisterte ihn. Mehrere Monate arbeitete er an Kopien von Bildern von Sebastiano del Piombo und Jusepe de Ribera, deren Malstil ihn beeindruckte.
1855 besuchte er Italien, wo er sich drei Jahre aufhielt. Auch hier kopierte er die alten Meister, wie Raffael. Am 7. November 1857 heiratete Gorecki die Tochter von Adam Mickiewicz, Maria (* 1835). Während der in Paris stattfindenden Hochzeit kam es zu einem Streit zwischen ihm und einem Bruder Marias, Władysław Mickiewicz. Die Austragung eines Duells konnte die Braut zwar verhindern, sein Verhältnis zur Familie der Frau blieb jedoch gestört. Nach der Hochzeit ließ Gorecki sich dauerhaft in Paris nieder. Das Paar hatte vier Kinder, die teilweise jung starben. Nur der Sohn Ludwik (auch: Louis) hatte selber Nachkommen. 1866 besuchte Gorecki noch einmal seine Heimat. Zwei Jahre später starb er im Alter von 43 Jahren nach schwerer Krankheit. Er wurde neben seinem Vater in der Familiengruft auf dem Cimetière Montparnasse begraben. Seine Frau überlebte ihn um 54 Jahre.
Neben den Kopien der alten Meister malte Gorecki religiöse Bilder sowie Genreszenen. Bedeutend sind seine Porträts von Vertretern der russischen Intelligenz, des Militärs, der polnischen kirchlichen Würdenträger, von Familienmitgliedern und Freunden. Witold Pruszkowski war einer seiner Schüler in Paris.

## Galerie

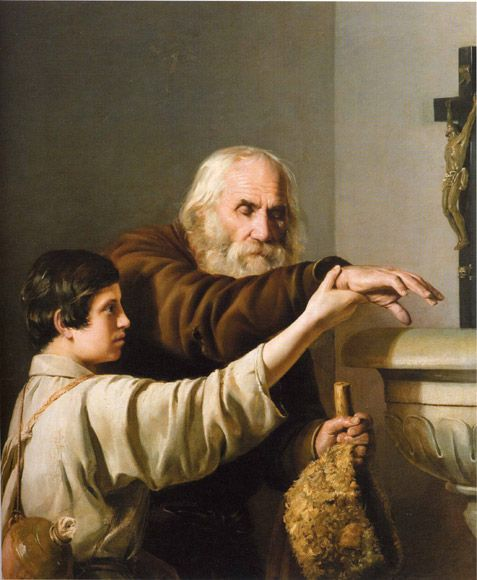
Blinder Bettler, 1843
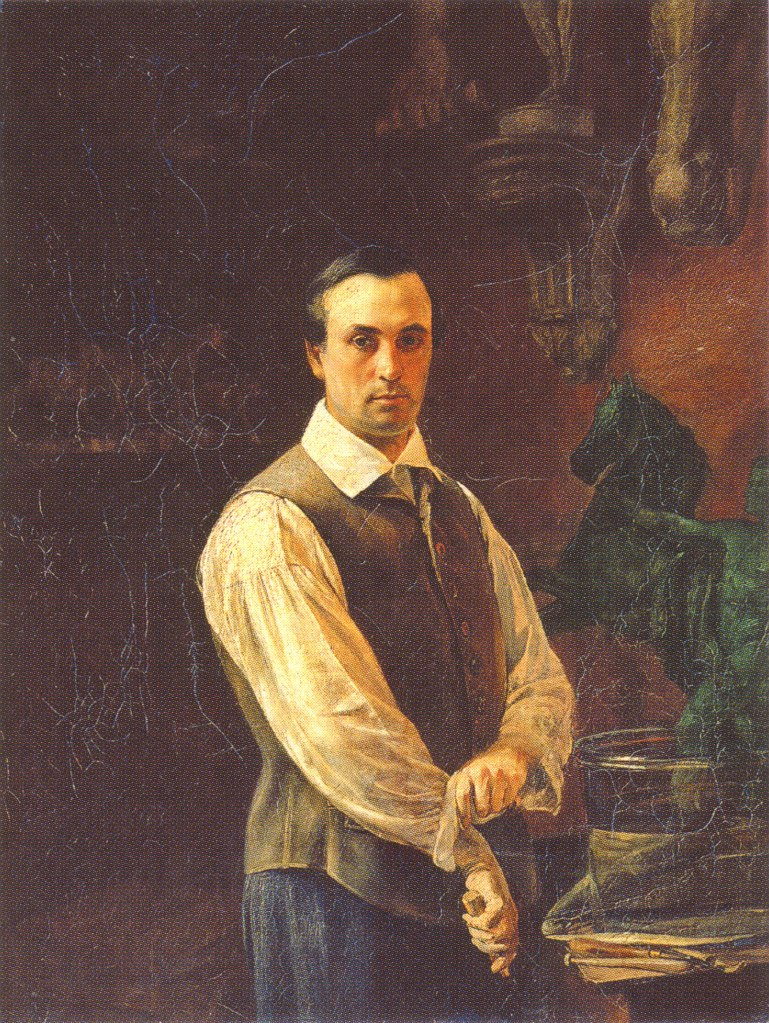
Porträt Peter Clodt von Jürgensburg, 1850
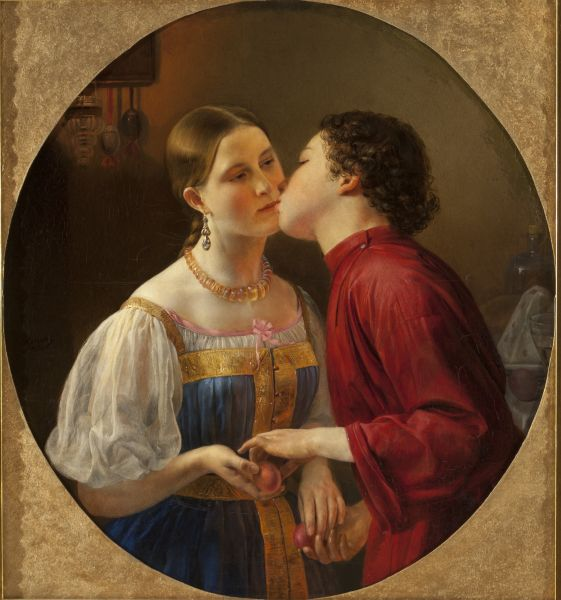
Osterküsse, 1850
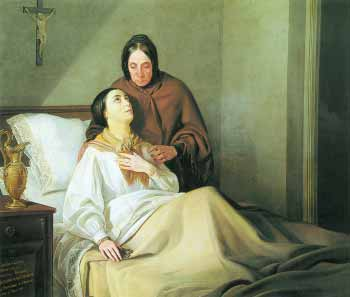
Am Sterbebett, nicht datiert